# Departamento de Coelemu
| Departamento de Coelemu | Departamento de Coelemu |
| ----------------------- | --- |
| Cabecera:               | Coelemu Tomé (1850) |
| Superficie:             | km² |
| Habitantes:             | hab |
| Densidad:               | hab/km² |
| Subdelegaciones:        | - 1ª, Tomé - 2ª, Collén - 3ª, Vega de Itata - 4ª, Coelemu - 5ª, Batuco - 6ª, Coleral - 7ª, Ranquil - 8ª, Guarilihue - 9ª, Conuco - 10ª, Rafael - 11ª, Roa - 12ª, Penco (hasta 1884) |
| Municipalidades:        | - capital departamental: - Coelemu - Tomé (1850) - otras municipalidades (1891) - Coelemu (1891) - Rafael (1891)                                                                    |
| Ubicación               | |
|                         | |

El Departamento de Coelemu es una antigua división territorial de Chile, que pertenecía a la Provincia de Concepción. La cabecera del departamento fue Coelemu. Fue creada a partir del Partido de Coelemu, que era el territorio al sur del río Itata, que formaba parte del antiguo Partido de Itata. En 1850, la cabecera fue cambiada a Tomé, por nombramiento como Puerto Comercial. Posteriormente, se le segregó la subdelegación 12.ª de Penco, el que pasó a formar parte del Departamento de Concepción. En la década de 1920 cambió su nombre a Departamento de Tomé.

## Límites
El Departamento de Coelemu limitaba:
- al norte con el río Itata y el Departamento de Itata.
- al oeste con el océano Pacífico
- al sur con el Departamento de Concepción.
- Al este con el Departamento de Puchacay

## Administración
La administración estuvo en Coelemu. En 1850, pasa a ser Tomé, cabecera del departamento, encargada de la administración local del departamento.
Con el Decreto de Creación de Municipalidades del 22 de diciembre de 1891, se crean las siguientes municipalidades con sus sedes y cuyos territorios son las subdelegaciones detalladas a continuación:
| Municipalidad Sede | Subdelegaciones      |
| ------------------ | -------------------- |
| Tomé               | 1.ª, Tomé            |
| Tomé               | 2.ª, Collén          |
| Coelemu            | 3.ª, Vegas del Itata |
| Coelemu            | 4.ª, Coelemu         |
| Coelemu            | 5.ª, Batuco          |
| Rafael             | 6.ª, Coleral         |
| Rafael             | 7.ª, Ránquil         |
| Rafael             | 8.ª, Guarilihue†     |
| Rafael             | 9.ª, Conuco††        |
| Rafael             | 10.ª, Rafael         |
| Rafael             | 11.ª, Roa            |

† Curalí, de acuerdo a Decreto de Creación de Municipalidades, pero en censo de 1907 y DFL 8583 dice Guarilihue
†† Cornuco, de acuerdo a Decreto de Creación de Municipalidades, pero en censo de 1907 y DFL 8583 dice Conuco

## Subdelegaciones
En 1871, las subdelegaciones eran las siguientes:
| Subdelegación   | Distrito |
| --------------- | -------- |
| 1.ª, El Tomé    | 1.º      |
| 1.ª, El Tomé    | 2.º      |
| 1.ª, El Tomé    | 3.º      |
| 1.ª, El Tomé    | 4.º      |
| 1.ª, El Tomé    | 5.º      |
| 1.ª, El Tomé    | 6.º      |
| 1.ª, El Tomé    | 7.º      |
| 1.ª, El Tomé    | 8.º      |
| 2.ª, Collén     | 1.º      |
| 2.ª, Collén     | 2.º      |
| 2.ª, Collén     | 3.º      |
| 2.ª, Collén     | 4.º      |
| 2.ª, Collén     | 5.º      |
| 2.ª, Collén     | 6.º      |
| 2.ª, Collén     | 7.º      |
| 2.ª, Collén     | 8.º      |
| 3.ª, Vega-Itata | 1.º      |
| 3.ª, Vega-Itata | 2.º      |
| 3.ª, Vega-Itata | 3.º      |
| 3.ª, Vega-Itata | 4.º      |
| 3.ª, Vega-Itata | 5°       |
| 3.ª, Vega-Itata | 6°       |
| 3.ª, Vega-Itata | 7°       |
| 3.ª, Vega-Itata | 8°       |
| 4.ª, Coelemu    | 1°       |
| 4.ª, Coelemu    | 2°       |
| 4.ª, Coelemu    | 3°       |
| 4.ª, Coelemu    | 4°       |
| 5.ª, Batuco     | 1°       |
| 5.ª, Batuco     | 2°       |
| 5.ª, Batuco     | 3°       |
| 6.ª, El Coleral | 1°       |
| 6.ª, El Coleral | 2°       |
| 6.ª, El Coleral | 3°       |
| 6.ª, El Coleral | 4°       |
| 6.ª, El Coleral | 5°       |
| 7.ª, Ranquil    | 1°       |
| 7.ª, Ranquil    | 2°       |
| 8.ª, Guarelehue | 1°       |
| 8.ª, Guarelehue | 2°       |
| 8.ª, Guarelehue | 3°       |
| 9.ª, Conuco     | 1°       |
| 9.ª, Conuco     | 2°       |
| 10.ª, Rafael    | 1°       |
| 10.ª, Rafael    | 2°       |
| 10.ª, Rafael    | 3°       |
| 10.ª, Rafael    | 4°       |
| 10.ª, Rafael    | 5°       |
| 11.ª, Roa       | 1°       |
| 11.ª, Roa       | 2°       |
| 11.ª, Roa       | 3°       |
| 12.ª, Penco     | 1°       |
| 12.ª, Penco     | 2°       |
| 12.ª, Penco     | 3°       |
| 12.ª, Penco     | 4°       |
| 12.ª, Penco     | 5°       |
| 12.ª, Penco     | 6°       |

Elaborado a partir de: Anuario Estadístico de la República de Chile correspondiente a los años 1870 y 1871, 1871, Imprenta Nacional, Santiago, Chile.
De acuerdo al decreto de 3 de noviembre de 1885, se establecieron las siguientes subdelegaciones:
| Subdelegación       | Distrito                |
| ------------------- | ----------------------- |
| 1.ª, Tomé           | 1.º, Tomé               |
| 1.ª, Tomé           | 2.º, El Puerto          |
| 1.ª, Tomé           | 3.º, Infiernillo        |
| 1.ª, Tomé           | 4.º, Arrayán            |
| 1.ª, Tomé           | 5.º, Loma Alta          |
| 1.ª, Tomé           | 6.º, Coronei            |
| 1.ª, Tomé           | 7.º, Punta de Parra     |
| 1.ª, Tomé           | 8.º, Caracol            |
| 2.ª, Collén         | 1.º, El Morro           |
| 2.ª, Collén         | 2.º, Ralihue            |
| 2.ª, Collén         | 3°, Minerales           |
| 2.ª, Collén         | 4°, Frutillares         |
| 2.ª, Collén         | 5°, Coliumo             |
| 2.ª, Collén         | 6°, Dichato             |
| 2.ª, Collén         | 7°, Quemazones          |
| 2.ª, Collén         | 8°, Canoas              |
| 3.ª, Vegas de Itata | 1°, Vegas de Itata      |
| 3.ª, Vegas de Itata | 2°, Granero             |
| 3.ª, Vegas de Itata | 3°, Meipo               |
| 3.ª, Vegas de Itata | 4°, Monte Negro         |
| 3.ª, Vegas de Itata | 5°, Chupallar           |
| 3.ª, Vegas de Itata | 6°, Perales             |
| 3.ª, Vegas de Itata | 7°, Purema              |
| 3.ª, Vegas de Itata | 8°, Pudá                |
| 4.ª, Coelemu        | 1°, Coelemu             |
| 4.ª, Coelemu        | 2°, Totora              |
| 4.ª, Coelemu        | 3°, Pirumávida          |
| 4.ª, Coelemu        | 4°, Quilteu (Calabozo)  |
| 5.ª, Batuco         | 1°, Ñipas               |
| 5.ª, Batuco         | 2°, Valle Hermoso       |
| 5.ª, Batuco         | 3°, Majuelo             |
| 6.ª, Coleral        | 1°, Peral               |
| 6.ª, Coleral        | 2°, Coleral             |
| 6.ª, Coleral        | 3°, Vegas de Concha     |
| 6.ª, Coleral        | 4°, Navas               |
| 6.ª, Coleral        | 5°, San Juan            |
| 6.ª, Coleral        | 6° Agua Buena           |
| 7.ª, Ránquil        | 1°, Ránquil             |
| 7.ª, Ránquil        | 2°, Rularco             |
| 8.ª, Guarilihue †   | 1°, Checura             |
| 8.ª, Guarilihue †   | 2°, Camarico (Lloicura) |
| 8.ª, Guarilihue †   | 3°, Tablón              |
| 9.ª, Conuco ††      | 1°, Conuco              |
| 9.ª, Conuco ††      | 2°, San Antonio         |
| 10.ª, Rafael        | 1°, Rafael              |
| 10.ª, Rafael        | 2°, Peñihue             |
| 10.ª, Rafael        | 3°, Ranquelmo           |
| 10.ª, Rafael        | 4°, Ánimas              |
| 10.ª, Rafael        | 5°, Cheuque             |
| 11.ª, Roa           | 1°, Culenco             |
| 11.ª, Roa           | 2°, Rinco               |
| 11.ª, Roa           | 3°, Los Potreros        |
| 11.ª, Roa           | 4°, Cieneguillas        |

Elaborado a partir de: Memoria presentada al Supremo Gobierno por la Comisión Central del Censo, 1908, Santiago, Chile.
† Curalí, de acuerdo a Decreto de Creación de Municipalidades
†† Cornuco, de acuerdo a Decreto de Creación de Municipalidades